# Anatella ramificata
Anatella ramificata är en tvåvingeart som beskrevs av Zaitzev 1989. Anatella ramificata ingår i släktet Anatella och familjen svampmyggor. Inga underarter finns listade i Catalogue of Life.